# Canton de Rai
Le canton de Rai est une circonscription électorale française du département de l'Orne créée par le décret du 25 février 2014 et entrée en vigueur lors des premières élections départementales suivant la publication du décret.

## Histoire
Un nouveau découpage territorial de l'Orne entre en vigueur à l'occasion des élections départementales de 2015. Il est défini par le décret du 25 février 2014, en application des lois du 17 mai 2013 (loi organique 2013-402 et loi 2013-403). Les conseillers départementaux sont, à compter de ces élections, élus au scrutin majoritaire binominal mixte. Les électeurs de chaque canton élisent au Conseil départemental, nouvelle appellation du Conseil général, deux membres de sexe différent, qui se présentent en binôme de candidats. Les conseillers départementaux sont élus pour 6 ans au scrutin binominal majoritaire à deux tours, l'accès au second tour nécessitant 12,5 % des inscrits au 1er tour. En outre la totalité des conseillers départementaux est renouvelée. Ce nouveau mode de scrutin nécessite un redécoupage des cantons dont le nombre est divisé par deux avec arrondi à l'unité impaire supérieure si ce nombre n'est pas entier impair, assorti de conditions de seuils minimaux. Dans l'Orne, le nombre de cantons passe ainsi de 40 à 21.
Le canton de Rai est formé de communes des anciens cantons de La Ferté-Frênel (quatorze communes), de L'Aigle-Ouest (cinq communes), du Merlerault (douze communes), de Moulins-la-Marche (trois communes) et de Courtomer (une commune). Avec ce redécoupage administratif, le territoire du canton s'affranchissait des limites d'arrondissements, avec vingt-six communes incluses dans l'arrondissement d'Argentan et huit dans celui de Mortagne-au-Perche. Après le changement des limites des arrondissements de l'Orne en vigueur le 1 janvier 2017, le canton se retrouve désormais entièrement dans l'arrondissement de Mortagne-au-Perche.
Le bureau centralisateur est situé à Rai.

## Représentation
| Période élective | Période élective | Mandat       | Mandat       | Identité                                              | Nuance | Nuance | Qualité |
| ---------------- | ---------------- | ------------ | ------------ | ----------------------------------------------------- | ------ | ------ | --- |
| 2015             | 2021             | 2015         | 2021         | Élisabeth Josset                                      |        | DVD    | Pharmacienne Conseillère municipale de Rai (2008 → ) |
| 2015             | 2021             | 2015         | 2021         | Laurent Marting                                       |        | LR     | Directeur de l’entreprise Leboulch à La Vieille Lyre Conseiller régional de Normandie (2015 → 2025) Maire d'Heugon (2008 → 2015) Vice-président de la CC du canton de La Ferté-Frênel ( ? → 2016)                        |
| 2021             | 2028             | 2021         | en cours     | Élisabeth Josset                                      |        | LR     | Conseillère sortante, pharmacienne retraitée |
| 2021             | 2028             | 2021         | juillet 2025 | Laurent Marting (Mort en fonction le 13 juillet 2025) |        | LR     | Conseiller sortant, conseiller en évolution professionnelle Vice-président du conseil départemental de l'Orne Président du Parc naturel régional Normandie-Maine (2021 → 2025) 1er vice-président du SDIS-61 ( ? → 2025) |
| 2021             | 2028             | juillet 2025 | en cours     | Didier Duvaldestin (Remplaçant de Laurent Marting)    |        | DVD    | Ingénieur Maire d'Échauffour (2020 → ) |

, 

### Résultats détaillés

#### Élections de mars 2015
À l'issue du 1er tour des élections départementales de 2015, trois binômes sont en ballottage : Marie-Odile Tavernier et Jean-Marie Vercruysse (MoDem, 33,62 %), Élisabeth Josset et Laurent Marting (Union de la Droite, 33,62 %) et Daniel Reichert et Brigitte Stiefel (FN, 32,76 %). Le taux de participation est de 51,93 % (5 050 votants sur 9 725 inscrits) contre 54,04 % au niveau départemental et 50,17 % au niveau national.
Au second tour, Élisabeth Josset et Laurent Marting (Union de la Droite) sont élus avec 35,82 % des suffrages exprimés et un taux de participation de 54,77 % (1 812 voix pour 5 326 votants et 9 725 inscrits).

#### Élections de juin 2021
Le premier tour des élections départementales de 2021, est marqué par un très faible taux de participation (33,26 % au niveau national). Dans le canton de Rai, ce taux de participation est de 32,22 % (3 060 votants sur 9 497 inscrits) contre 34,53 % au niveau départemental. À l'issue de ce premier tour, deux binômes sont en ballottage : Élisabeth Josset et Laurent Marting (LR, 71,73 %) et Laure Delahaye et Jean-Charles Perret (RN, 28,27 %).
Le second tour des élections est marqué une nouvelle fois par une abstention massive équivalente au premier tour. Les taux de participation sont de 34,36 % au niveau national, 34,27 % dans le département et 32,2 % dans le canton de Rai. Élisabeth Josset et Laurent Marting (LR) sont élus avec 73,85 % des suffrages exprimés (2 127 voix pour 3 059 votants et 9 500 inscrits, en légère croissance de leur résultat du premier tour où ils avaient obtenus 2 055 voix),,,.

## Composition
Lors du redécoupage de 2014, le canton de Rai comprenait trente-cinq communes entières.
À la suite de la création de la commune nouvelle de La Ferté-en-Ouche au 1er janvier 2016, le canton comprend désormais vingt-six communes entières.
| Nom                              | Code Insee | Intercommunalité                       | Superficie (km2) | Population (dernière pop. légale) | Densité (hab./km2) | Modifier                                    |
| -------------------------------- | ---------- | -------------------------------------- | ---------------- | --------------------------------- | ------------------ | ------------------------------------------- |
| Rai (bureau centralisateur)      | 61342      | CC des Pays de L'Aigle                 | 16,03            | 1 437 (2022)                      | 90                 | modifier les données · modifier les données |
| Aube                             | 61008      | CC des Pays de L'Aigle                 | 5,74             | 1 249 (2022)                      | 218                | modifier les données · modifier les données |
| Beaufai                          | 61032      | CC des Pays de L'Aigle                 | 12,90            | 327 (2022)                        | 25                 | modifier les données · modifier les données |
| Champ-Haut                       | 61088      | CC des Vallées d'Auge et du Merlerault | 5,16             | 42 (2022)                         | 8,1                | modifier les données · modifier les données |
| Échauffour                       | 61150      | CC des Vallées d'Auge et du Merlerault | 33,14            | 730 (2022)                        | 22                 | modifier les données · modifier les données |
| Écorcei                          | 61151      | CC des Pays de L'Aigle                 | 9,47             | 376 (2022)                        | 40                 | modifier les données · modifier les données |
| Fay                              | 61159      | CC des Pays de L'Aigle                 | 8,68             | 69 (2022)                         | 7,9                | modifier les données · modifier les données |
| La Ferté-en-Ouche                | 61167      | CC des Pays de L'Aigle                 | 131,69           | 2 960 (2022)                      | 22                 | modifier les données · modifier les données |
| La Gonfrière                     | 61193      | CC des Pays de L'Aigle                 | 12,83            | 274 (2022)                        | 21                 | modifier les données · modifier les données |
| Lignères                         | 61225      | CC des Vallées d'Auge et du Merlerault | 5,37             | 29 (2022)                         | 5,4                | modifier les données · modifier les données |
| Mahéru                           | 61244      | CC des Pays de L'Aigle                 | 19,63            | 275 (2022)                        | 14                 | modifier les données · modifier les données |
| Ménil-Froger                     | 61264      | CC des Vallées d'Auge et du Merlerault | 5,31             | 62 (2022)                         | 12                 | modifier les données · modifier les données |
| Le Ménil-Vicomte                 | 61272      | CC des Vallées d'Auge et du Merlerault | 3,86             | 26 (2022)                         | 6,7                | modifier les données · modifier les données |
| Merlerault-le-Pin                | 61275      | CC des Vallées d'Auge et du Merlerault | 61,55            | 1 435 (2022)                      | 23                 | modifier les données · modifier les données |
| Planches                         | 61330      | CC des Vallées d'Auge et du Merlerault | 12,49            | 181 (2022)                        | 14                 | modifier les données · modifier les données |
| Saint-Evroult-Notre-Dame-du-Bois | 61386      | CC des Pays de L'Aigle                 | 34,47            | 440 (2022)                        | 13                 | modifier les données · modifier les données |
| Saint-Germain-de-Clairefeuille   | 61393      | CC des Vallées d'Auge et du Merlerault | 12,31            | 132 (2022)                        | 11                 | modifier les données · modifier les données |
| Saint-Nicolas-de-Sommaire        | 61435      | CC des Pays de L'Aigle                 | 16,28            | 266 (2022)                        | 16                 | modifier les données · modifier les données |
| Saint-Pierre-des-Loges           | 61446      | CC des Vallées d'Auge et du Merlerault | 9,79             | 160 (2022)                        | 16                 | modifier les données · modifier les données |
| Saint-Symphorien-des-Bruyères    | 61457      | CC des Pays de L'Aigle                 | 16,02            | 483 (2022)                        | 30                 | modifier les données · modifier les données |
| Sainte-Gauburge-Sainte-Colombe   | 61389      | CC des Vallées d'Auge et du Merlerault | 21,17            | 1 013 (2022)                      | 48                 | modifier les données · modifier les données |
| Touquettes                       | 61488      | CC des Pays de L'Aigle                 | 9,73             | 75 (2022)                         | 7,7                | modifier les données · modifier les données |
| Canton de Rai                    | 6118       |                                        | 463,62           | 12 041 (2022)                     | 26                 | modifier les données                        |

## Démographie
En 2022, le canton comptait 12 041 habitants, en évolution de −5,47 % par rapport à 2016 (Orne : −3,21 %, France hors Mayotte : +2,11 %).
| 2013   | 2018   | 2022   |
| ------ | ------ | ------ |
| 12 981 | 12 475 | 12 041 |